# Edward Verrall Lucas
Edward Verrall Lucas (11/12 de junho de 1868 – 26 de junho de 1938) foi um versátil e popular escritor inglês, que lançou cerca de 100 livros.